# Vela Latina

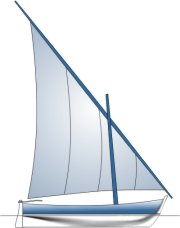
Vela Latina, trad. Segelboot (Kanarische Inseln)

Bei den sog. Vela Latina oder Lateinerbooten handelt es sich um einfache, traditionelle Segelboote mit einem typischen, einmastigen Rigg, welches ein einziges Segel trägt, das sogenannte Lateinersegel.

## Herkunft und Verbreitung
Der Ursprung dieses Bootstyps lässt sich bis ins Mittelmeer verfolgen, es waren früher einfache Fischerboote. Heute sind Boote dieses Typs im Wesentlichen auf den Kanarischen Inseln beheimatet: In Arrecife und Playa Blanca auf Lanzarote, In Puerto del Rosario und Corralejo auf Fuerteventura und auch vor den Küsten von Gran Canaria kann man diese Boote während des Regattierens oftmals beobachten. Obwohl die Lateinersegel keine Bootsklasse in diesem Sinne mit festgeschriebenen Bauvorschriften darstellen, treten sie in verschiedenen Klassen, gemessen an der Segelfläche, gegeneinander an. Zeitgemäß tragen sie trotz allem historischen Hintergrund Werbung im Segel, so denn ein Sponsor vorhanden.

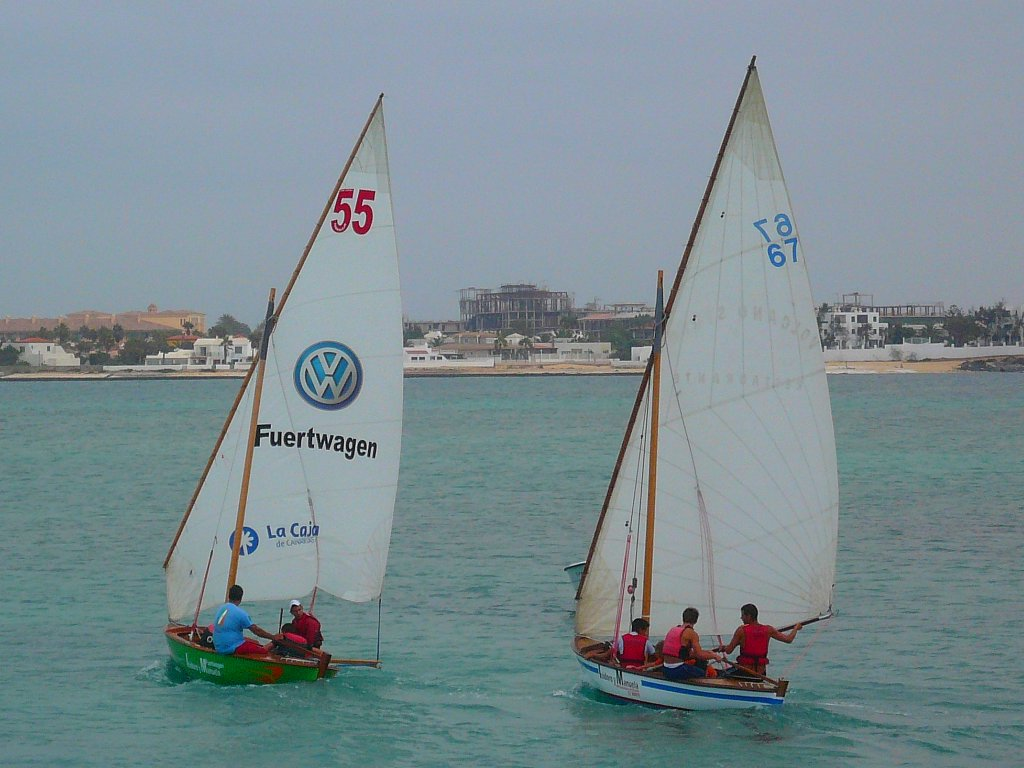
Lateiner-Boote im Hafen von Corralejo (Fuerteventura), allerdings mit Setteesegel statt Lateinersegel (das Setteesegel kam vermutlich mit der Dhau in den Mittelmeerraum, die unter anderem von den Arabern verwendet wurde)

Auch im Mittelmeer, vor allem rund um Sardinien erfreut sich dieser Bootstyp heute wieder einer wachsenden Beliebtheit. In und um Carloforte, dem La Maddalena Naturpark sowie in Bosa und Alghero finden dort mehrere Veranstaltungen jährlich statt. Zum Teil mit alten, aber restaurierten Booten, zum Teil auch mit neu gebauten.

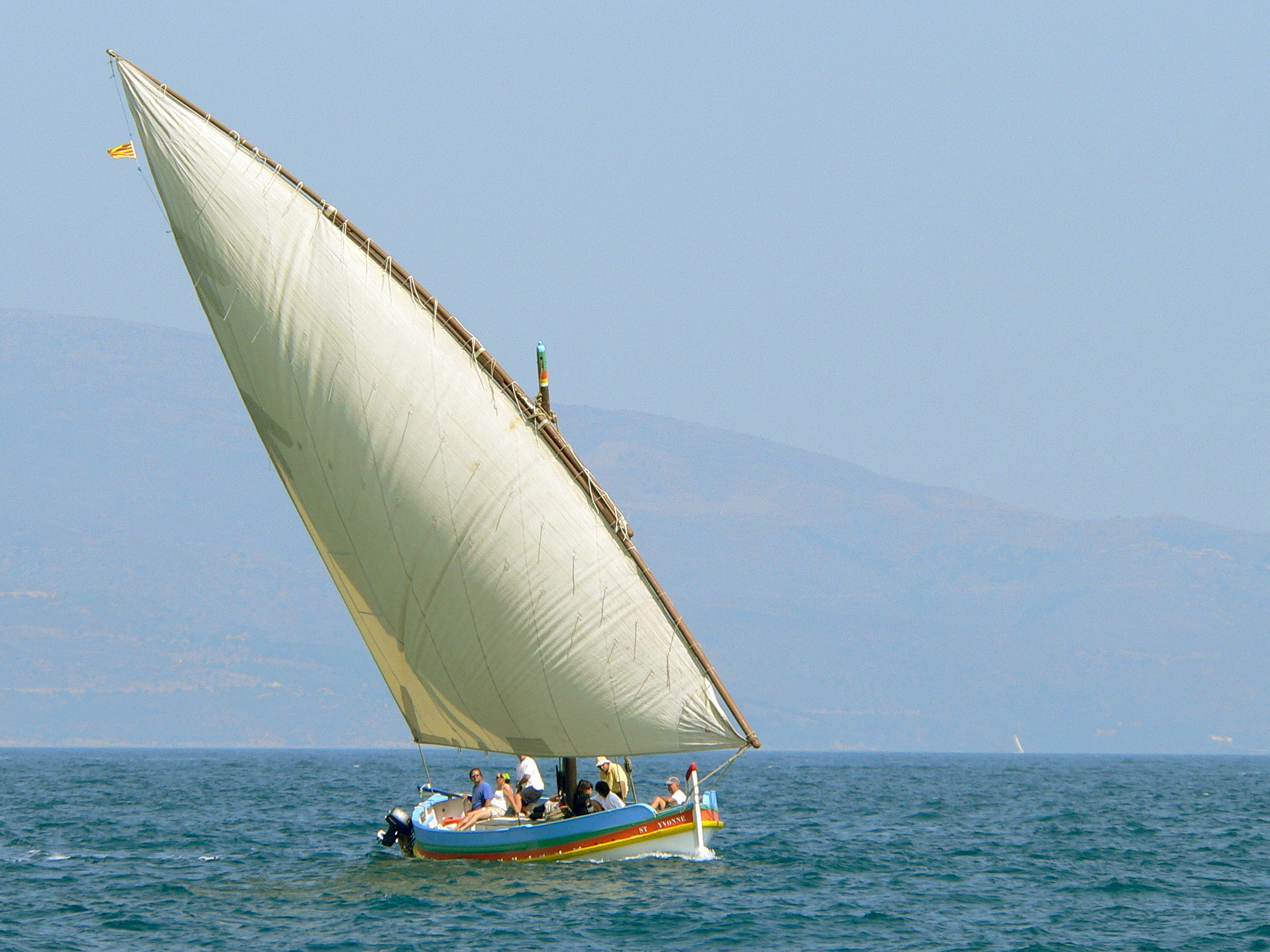
Lateinersegel vor Palavas-les-Flots, Frankreich (das Boot wird nur mit Want auf der Luvseite, ohne Want auf der Leeseite gefahren)

## Rigg und Segel
Das Lateinersegel ist im Grunde genommen ein Schratsegel mit nur einem einzigen Schothorn und einem an einer Spiere (der so genannten Rute) befestigtem Vorliek (dem Rutenliek). Die Besonderheit bei dieser Takelage besteht darin, dass dieses Segel innerhalb der Wanten angeschlagen wird, welche ihrerseits durch Flaschenzüge auf der Luvseite dicht geholt werden und auf der Leeseite aufgefiert werden. Bei einer Wende wird der vordere (untere) Teil der Rah (Hals des Segels) gelöst, hinter dem Mast herum auf der Leeseite wieder nach vorne geführt, wo er dann erneut befestigt wird. Dies stellt bei entsprechendem Wind und einer Segelfläche von bis zu 13 m2 einen enormen Kraftakt dar, weswegen diese Boote gerne mit einer großen Besatzung gesegelt werden, nicht selten sieht man bis zu acht Personen zum Gewichtstrimm auf der Kante sitzen.

## Rumpf
Der Rumpf des Bootes besitzt lediglich einen konstruktiven Kiel, der allerdings keinen Ballast trägt, das aufrichtende Moment des Bootes wird alleine durch die Formstabilität und durch das Gewicht der Besatzung sichergestellt. Außerdem sind diese Boote nicht unsinkbar, weswegen in der Regel mindestens eines der Besatzungsmitglieder mit Wasser schöpfen beschäftigt ist. Bis auf die Größe, welche von ca. fünf Metern bis hin zu 8,50 Metern betragen kann, sind die Boote in ihrem äußerlichen Erscheinungsbild identisch und traditionell in Holz gefertigt.